# Устинов, Владимир Васильевич (физик)
Влади́мир Васи́льевич Усти́нов (род. 9 сентября 1949 года, г. Нижний Тагил, Свердловской области) — российский физик, академик Российской академии наук (c 29 мая 2008 года), доктор физико-математических наук, специалист в области физики конденсированного состояния вещества.
Научный руководитель Института физики металлов Уральского отделения РАН (УрО РАН). Член Президиума УрО РАН. Главный редактор журнала «Физика металлов и металловедение».

## Награды, премии, почётные звания
- Награждён орденом Почёта (2010)[1], орденом Дружбы (2002)[2]
- Премии имени А.Ф. Иоффе (РАН, 2011) — за цикл работ «Спиновые явления в полупроводниковых, металлических и магнитных наноструктурах»
- Медаль имени М.Н. Михеева (УрО РАН, 15 июня 2016) — за создание в Институте физики металлов имени М.Н. Михеева УрО РАН ведущей научной школы и высокотехнологичного комплекса для исследований по магнетизму и спинтронике металлических наноструктур